# انجمن همت خواتین
انجمن همتِ خواتین یکی از نخستین تشکل‌های زنان در ایران بود که در دورهٔ قاجار و هم‌زمان با جنبش مشروطه تأسیس شد. این انجمن با هدف ارتقاء آگاهی، آموزش، و مشارکت اجتماعی زنان، نقشی مهم در تاریخ جنبش زنان ایران ایفا کرد.

## پیشینه
با آغاز سلطنت احمدشاه قاجار و گشایش فضای سیاسی کشور، گروهی از فعالان حقوق زنان، مدیران و معلمان مدارس دخترانه تهران تصمیم گرفتند تشکلی برای پیشبرد اهداف و خواسته‌های زنان ایجاد کنند. به همین منظور، به همت خانم نورالدجی، مفتش کل مدارس دخترانه، در روز جمعه ۱۵ جمادی‌الثانی ۱۳۳۳ هجری قمری (برابر با ۱۲۹۴ هجری شمسی)، جلسه مؤسسان انجمن همتِ خواتین با حضور مدیران مدارس و فعالان حقوق زنان برگزار شد.

#### موسسان
از جمله اعضای مؤثر این انجمن می‌توان به مریم عمید (مزین‌السلطنه)، مدیر روزنامهٔ شکوفه، اشاره کرد. این انجمن محلی برای گردهمایی مدیران و معلمان مدارس دخترانه بود و به ترویج استفاده از کالاهای داخلی و تشویق فراگیری هنرهای دستی توسط زنان می‌پرداخت.
نورالدجی با پرسش بنیادین : "تکیف ما طایفه نسوان چیست؟ ما چه می‌توانیم بکنیم و چه وظیفه‌ای بر عهده ماست؟" علت وجودی این انجمن را مطرح کرد و در پاسخ به این پرسش گفته است که: "ما [زنان] از دو راه می‌توانیم به وطن خود خدمت نمائیم: یکی از راه تربیت و علم و هنر است و دیگری از راه اقتصادی است".

#### اهداف
اهداف اصلی انجمن همتِ خواتین عبارت بودند از:
1. ترویج مصرف کالاهای داخلی: تشویق زنان به استفاده از محصولات ساخت ایران به منظور حمایت از صنایع ملی و کاهش وابستگی به کالاهای خارجی.
2. ترقی صنایع و هنرهای دستی زنان: ارتقاء سطح مهارت‌های دستی و هنری زنان و دختران، به‌ویژه دانش‌آموزان مدارس، برای افزایش توانمندی‌های اقتصادی و اجتماعی آنان.
3. آموزش و پرورش زنان: تأکید بر اهمیت آموزش زنان و تشویق خانواده‌ها به تحصیل دختران.

#### فعالیت‌ها
انجمن همتِ خواتین فعالیت‌های متعددی در راستای اهداف خود انجام داد:
- برگزاری کلاس‌های آموزشی: ارائهٔ دوره‌های سوادآموزی و آموزش هنرهای دستی به زنان و دختران.
- تحریم کالاهای خارجی: تشویق اعضا و جامعه به عدم استفاده از منسوجات و کالاهای خارجی و جایگزینی آن‌ها با محصولات داخلی.
- راه‌اندازی کارگاه‌های تولیدی: ایجاد کارگاه‌هایی برای تولید پارچه و سایر محصولات دستی در شهرهایی مانند یزد، اصفهان و کرمان.
- همکاری با مدارس دخترانه: ترغیب مدارس به استفاده از لباس‌ها و لوازم‌التحریر ساخت داخل و آموزش دانش‌آموزان دربارهٔ اهمیت حمایت از تولید ملی.

در راستای این اهداف و فعالیت‌ها در تحریم اجناس خارجی و منع واردات محصولات وارداتی، همان زمان تحریم منسوجات خارجی در دستور کار این انجمن قرار گرفت و قرار شد تمامی مدارس دخترانه (اعم از دانش آموزان و معلمان) از پارچه‌های ایرانی استفاده کنند و در صورت مشاهده تخلف و خرید منسوجات خارجی، فرد خاطی اخراج شود. به این ترتیب ظرف یک ماه نزدیک به پنج هزار نفر به این تحریم پیوستند.ایده‌های انجمن در تهران و شهرهای بزرگی مثل اصفهان با استقبال خوبی روبه‌رو شد. جلسات آن‌ها معمولاً با سخنرانی‌هایی درباره اهمیت استقلال اقتصادی و بی‌نیازی از کشورهای دیگر همراه بود.

### نقش مریم عمید (مزین‌السلطنه)
مریم عمید، معروف به مزین‌السلطنه، از اعضای برجستهٔ انجمن همتِ خواتین بود. او نخستین زن روزنامه‌نگار ایرانی بود که نشریهٔ "شکوفه" را منتشر کرد و در تأسیس مدارس دخترانه نقش داشت. وی با استفاده از نشریهٔ خود، به معرفی و گسترش فعالیت‌های انجمن پرداخت و زنان را به تحصیل و مشارکت اجتماعی تشویق کرد.
مریم عمید در نشست‌هایی که گزارش آن‌ها گاهی در نشریاتی مانند شکوفه منتشر می‌شد، پیشنهاد می‌کرد که برای تقویت صنایع داخلی و رسیدن به استقلال اقتصادی و سیاسی، باید استفاده از پارچه‌های خارجی را کنار گذاشت. او تأکید داشت که اگر مسئولان کشور خودشان از منسوجات وطنی استفاده کنند، این کار به ترویج مصرف کالاهای ایرانی در میان مردم کمک خواهد کرد.

#### واکنش جامعه
فعالیت‌های انجمن همتِ خواتین با استقبال و همچنین مقاومت‌هایی از سوی جامعه مواجه شد. برخی از نیروهای سنتی با حضور اجتماعی زنان مخالفت می‌کردند و آن را تهدیدی برای ساختارهای سنتی می‌دانستند. با این حال، انجمن توانست با پافشاری بر اهداف خود، به فعالیت‌هایش ادامه دهد و تأثیر قابل‌توجهی بر جامعهٔ زنان بگذارد.